# Groot-Libanon
Groot-Libanon was een staat binnen het Frans Mandaat Syrië. Het was de directe voorloper van het huidige Libanon.
De benaming "Groot-Libanon" refereerde aan de vereniging van de voormalige Ottomaanse districten Tripoli en Sidon en de Bekavallei met de in 1861 gevestigde autonome regio in het Libanongebergte.

## Geschiedenis
De staat Groot-Libanon (Frans: État du Grand Liban, Arabisch: دولة لبنان الكبير)  werd gevestigd op 1 september 1920 door een verklaring van de Franse generaal Henri Gouraud. Het gebied had de huidige grenzen van Libanon en Beiroet als hoofdstad. Het had een eigen vlag, bestaande uit de Franse driekleur met daarop de Libanonceder.
De eerste Libanese grondwet werd aangenomen op 23 mei 1926 en was gebaseerd op de Franse grondwet. Hierbij werd de naam van de staat veranderd in de Libanese Republiek (Frans: République libanaise). Groot-Libanon kreeg een tweekamerig parlement (later teruggebracht tot één kamer), een president en een kabinet. De president werd verkozen door het lagerhuis voor een periode van zes jaar en kon niet worden herverkozen. De belangrijkste posten (president, premier, parlementsvoorzitter) werden verdeeld onder de grootste religieuze minderheden in Libanon (maronieten, soennieten en sjiieten). De eerste president, Charles Debbas, was echter Grieks-orthodox.
In de Tweede Wereldoorlog werd Libanon door Vichy-Frankrijk bestuurd. De geallieerden veroverden Libanon met Operatie Exporter, waarna de Vrije Fransen onder Charles de Gaulle het bewind overnamen. 
De staat bleef bestaan tot Libanon in 1943 onafhankelijk werd en de Fransen in 1946 vertrokken.